# Can Pascual (Mataró)
Can Pascual és un edifici de Mataró (Maresme) protegit com a Bé Cultural d'Interès Local.

## Descripció
Es tracta d'un casal de planta baixa i dues plantes pis. La façana del primer i segon pis de la Riera està reculada respecte la planta baixa i presenta esgrafiats. A la cantonada amb el carrer Nou s'observa la presència de carreus de pedra amb rivets. La façana al carrer Nou, decorada amb esgrafiats, es caracteritza per la verticalitat de les obertures amb balcons al primer i segon pis amb enreixat de forja i ceràmica vidriada.

## Història
A l'edifici hi havia l'antiga farmàcia Pascual del segle xvii.